# Zamodes obscurus
Zamodes obscurus là một loài bọ cánh cứng trong họ Cerambycidae.